# Col de Noyer
El col de Noyer es un puerto de montaña francés que separa los valles de Champsaur y la región de Dévoluy, en el departamento de los Altos Alpes. A una altitud de 1664 m, se encuentra entre el Pic Ponsin y la Tête du Tourneau. Atraviesa la cresta oriental del macizo calcáreo de Dévoluy.
Se caracteriza por una pendiente muy pronunciada en el lado de Champsaur, y un lado relativamente plano en el interior del macizo de Dévoluy.
La carretera hacia el col permanece cerrada durante casi 6 meses al año debido a la nieve y a los frecuentes desprendimientos de rocas.
En la cima hay un refugio de Napoleón convertido en un bar-restaurante de recuerdos.

## Historia

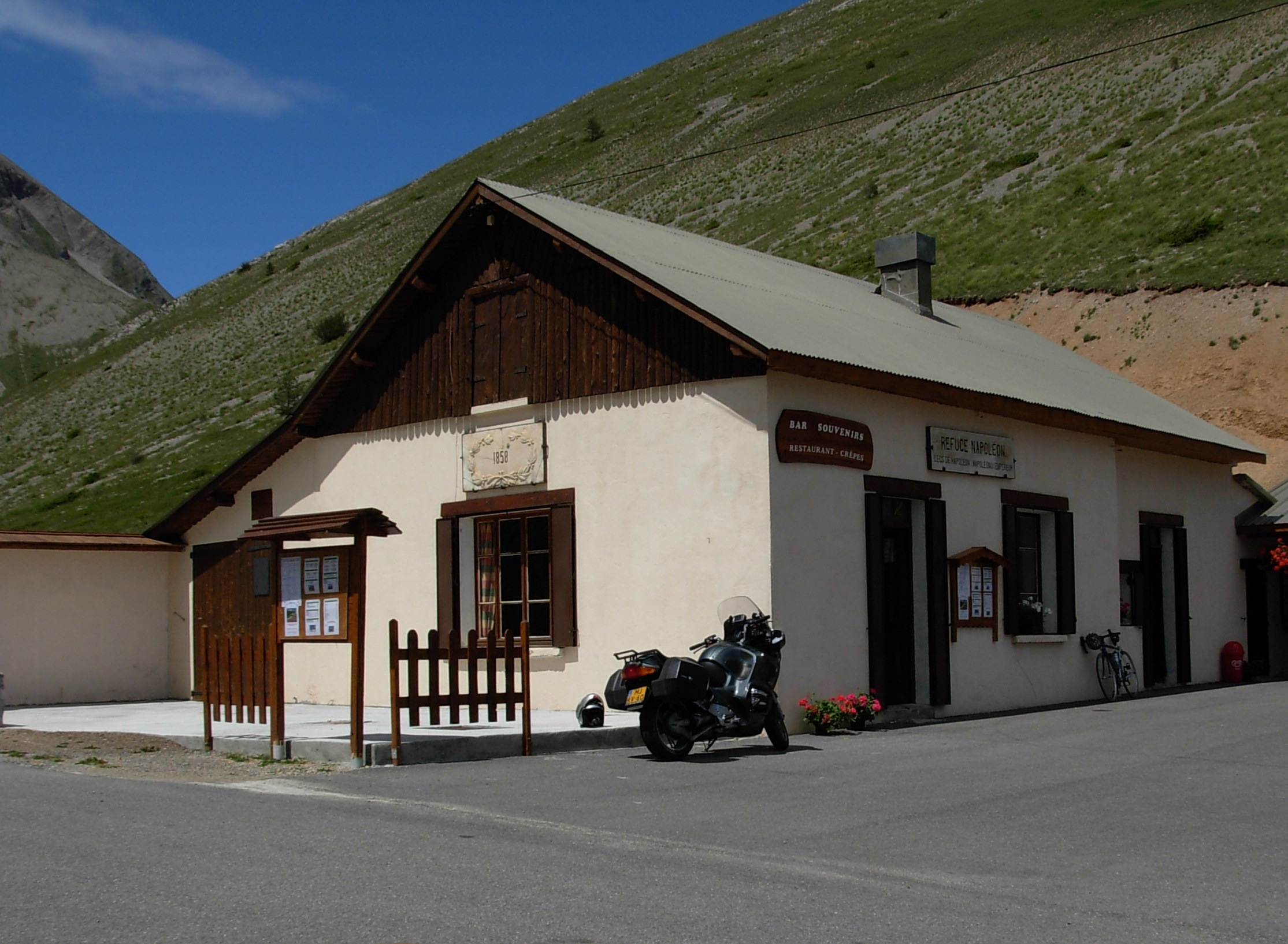
El refugio de Napoleón en el col de Noyer

El camino sobre el paso se construyó en la década de 1850 para reemplazar el camino de herradura. Fue el primer camino de acceso al Dévoluy y favoreció los contactos privilegiados de este valle con el Champsaur. También se usó para llegar a Gap.
La presencia en el paso de uno de los 6 refugios de Napoleón construidos en 1858, atestigua la importancia de esta vía en ese momento.
Productos de todo tipo, que abastecían al cantón de Saint-Étienne-en-Dévoluy, pasaban por esta carretera vía durante todo el año. En invierno, las condiciones eran muy difíciles con el viento helado del norte y fuertes nevadas. Hasta 1900, hombres experimentados realizaban el viaje a pie todos los días (unos 50 km por día) entre Saint-Bonnet-en-Champsaur y Saint-Étienne-en-Dévoluy, llevando correo, mercancías, dinero, encargos verbales. y, a menudo, sirviendo como guías. Con la apertura de la carretera del col de Festre a finales del XIX XIX. siglo, el uso del paso de Noyer gradualmente se volvió obsoleto. y se perdieron los hábitos. La carretera, a la que recientemente se le ha dado un nuevo revestimiento, tiene una función principalmente turística y ciclista.

## El col y el deporte
El col ofrece dos posibles subidas: la vertiente occidental, vertiente del Dévoluy y la vertiente oriental, que domina el valle de Champsaur. Hay dos posibles variantes para la subida del paso por el lado de Dévoluy: la subida por la aldea de Truziaud o la subida por la aldea de Pin. La subida por el lado de Champsaur pasa por el pueblo de Noyer y ofrece porcentajes constantes hasta la cima del paso.
El Col du Noyer ha sido cruzado 4 veces por el Tour de Francia. Fue clasificado en la 2ª categoría durante sus últimos 3 pasajes. Aquí están los ciclistas que han cruzado el paso los primeros:
- 1970:  Raymond Delisle
- 1971:  Luis Ocaña
- 1982:  Pascal Simon
- 2010:  Mario Aerts

El col se utilizó durante la 7.ª etapa del Critérium du Dauphiné 2013, donde Samuel Sánchez pasó en cabeza. En la etapa final del Critérium du Dauphiné 2016, que unía Le Pont-de-Claix con SuperDévoluy, los ciclistas subieron al col du Noyer por la pendiente de Champsaur; Steve Cummings pasó el primero en la cima del col.
Además, la carretera se cierra dos veces al año al tráfico reservándose para el ciclismo, pero esta ruta también es utilizada por la carrera local de Alpigap.
Allí se ha organizado otro tipo de evento en los últimos años, el «Desafío de Noyer», una carrera de atletismo fuera de estadio entre Le Noyer y el col.

## Apéndices